# Hyssia kaszabi
Hyssia kaszabi là một loài bướm đêm trong họ Noctuidae.